# Система охолодження комплексу Понтнув – Конін
Система охолодження комплексу Понтнув – Конін – гідротехнічний комплекс у Польщі, котрий дозволяє забезпечити охолодження двох теплових електростанцій без використання традиційних градирень. 

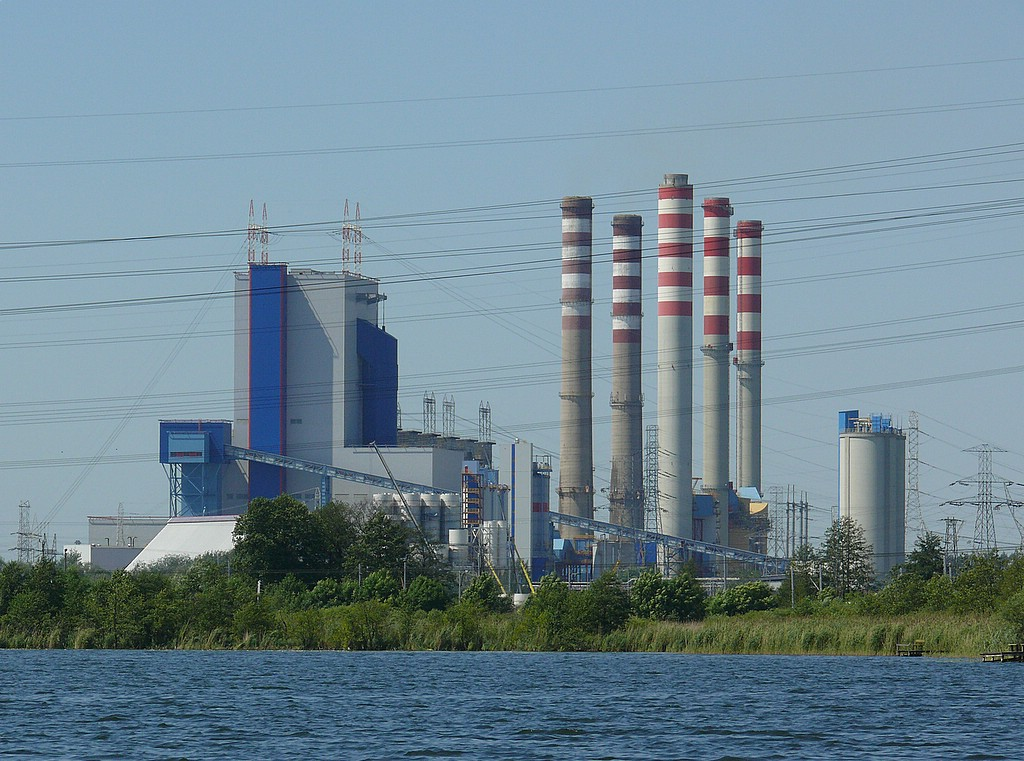
ТЕС Пантнув на північному березі Гославського озера

У кінці 1960-х між Лодзю та Познаню спорудили комплекс із двох ТЕС Понтнув та Конін. Для їх охолодження використали групу природніх озер, при цьому за допомогою каналів загальною довжиною майже три десятки кілометрів створили складну систему руху води, котра дозволяє залучати в роботу до 5 (в залежності від пори року) водойм. Загальна площа поверхні задіяних озер становить 12 км2.

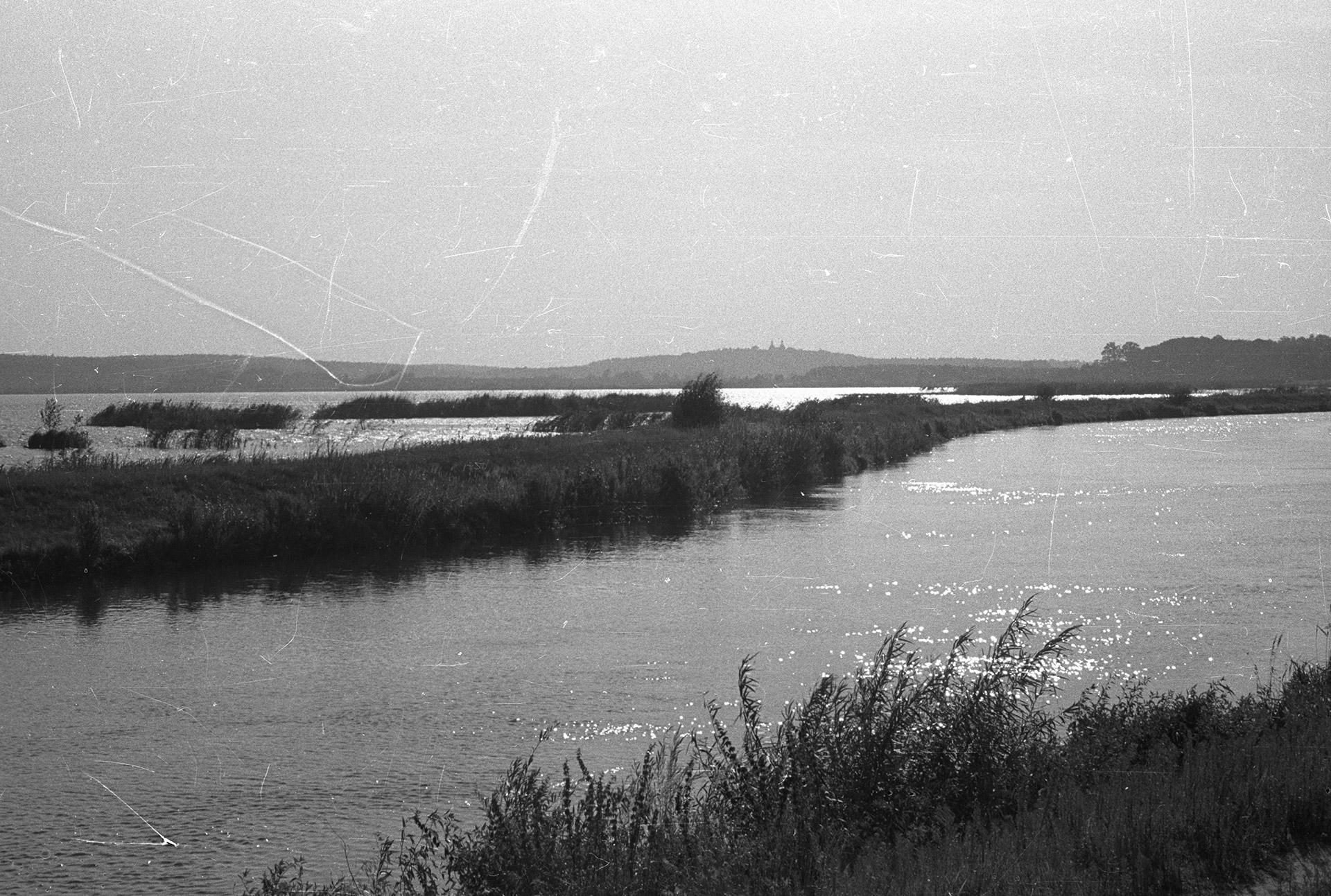
Гославське озеро. На передньому плані канал, котрий доправляє воду з озера до ТЕС Понтнув

Система використовує групу водойм, розташованих на трасі Слесінського каналу (Kanał Ślesiński), який є частиною водного шляху між Віслою та Вартою. Цей шлях на своєму спуску від озера Гопло (на правій притоці Варти річці Нотець) до Варти проходить через озера Слесінське, Мікожинське та Понтнувське. Із останнього по каналу довжиною 2,1 км ресурс охолодженої води постачається до ТЕС Понтнув, майданчик якої знаходиться на березі Гославського озера (лежить безпосередньо на захід від Понтнувського). 
Відпрацьована вода, що потребує охолодження, прямує у зворотньому напрямку по головному відвідному каналу довжиною біля 9,5 км, котрий на початковому етапі йде уздовж краю Гославського озера та через переливні пороги може скидати частину ресурсу до нього. Тепла вода рухається до розташованого за 4 км протилежного краю Гославського озера та вистигає достатньо, щоб бути прийнятою у ще один водозабірний канал ТЕС Понтнув довжиною 2,7 км.

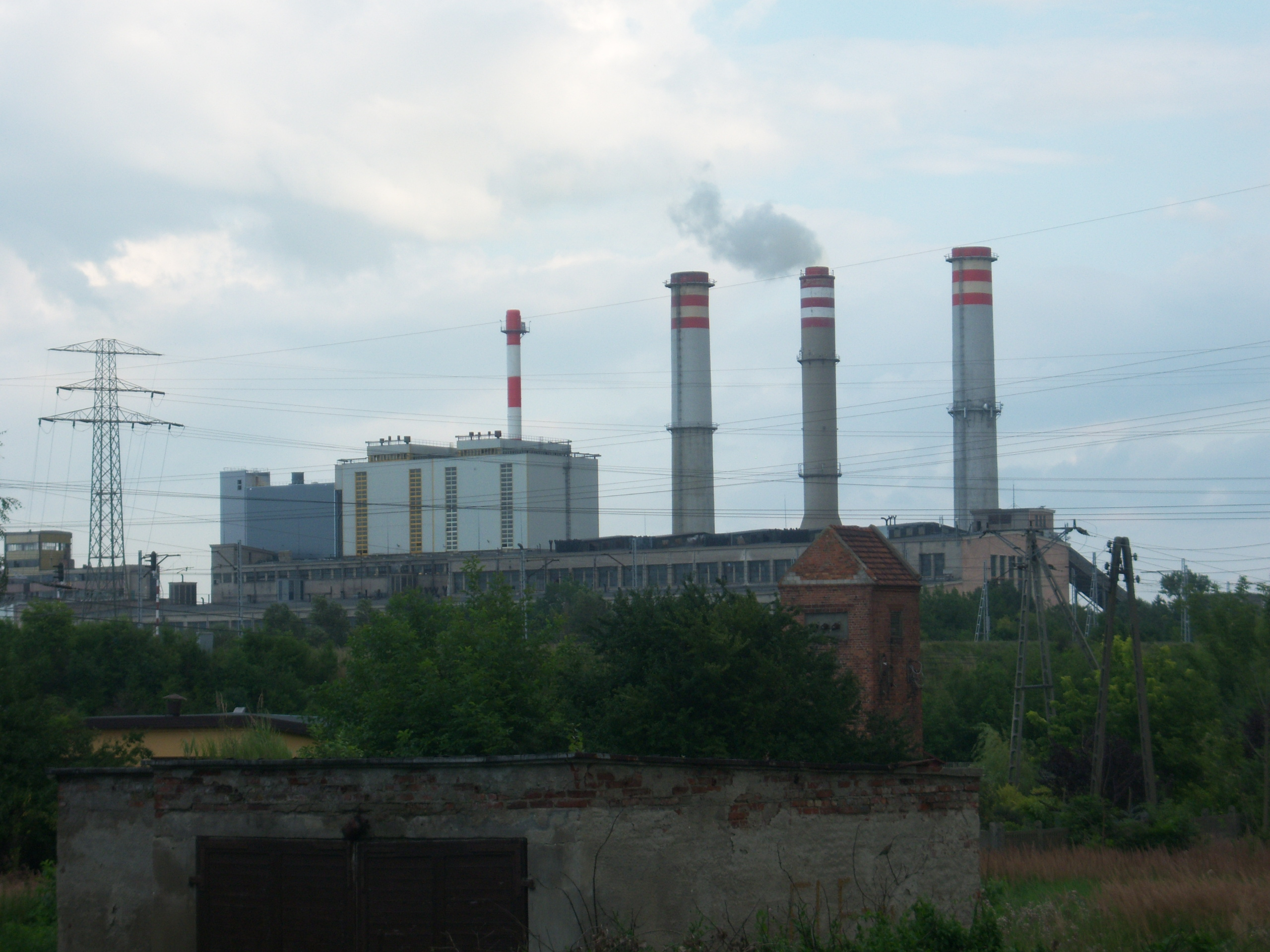
ТЕС Конін

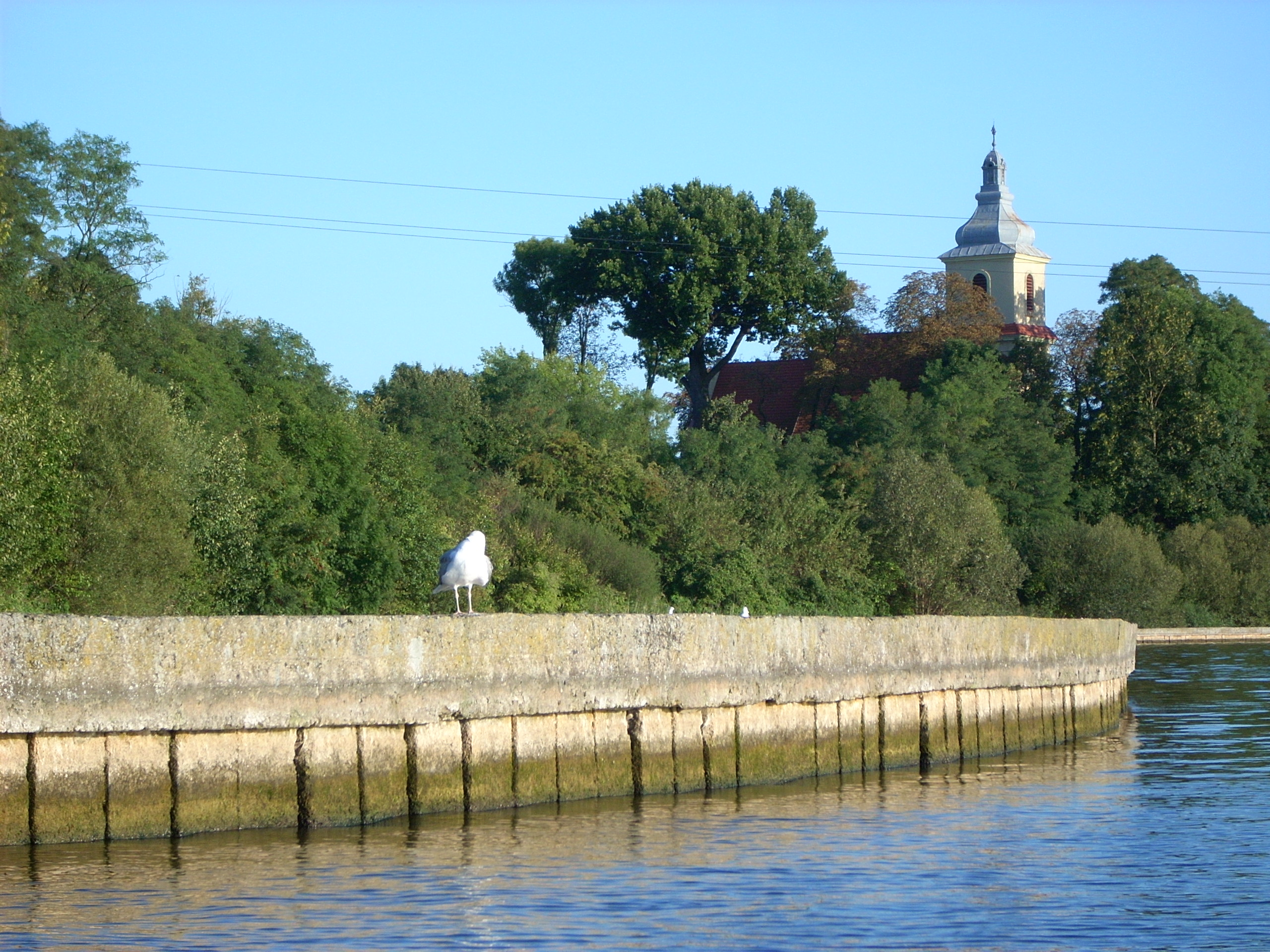
Бетонна стіна, яка відділяє завершальну частину скидного каналу від Мікожинського озера

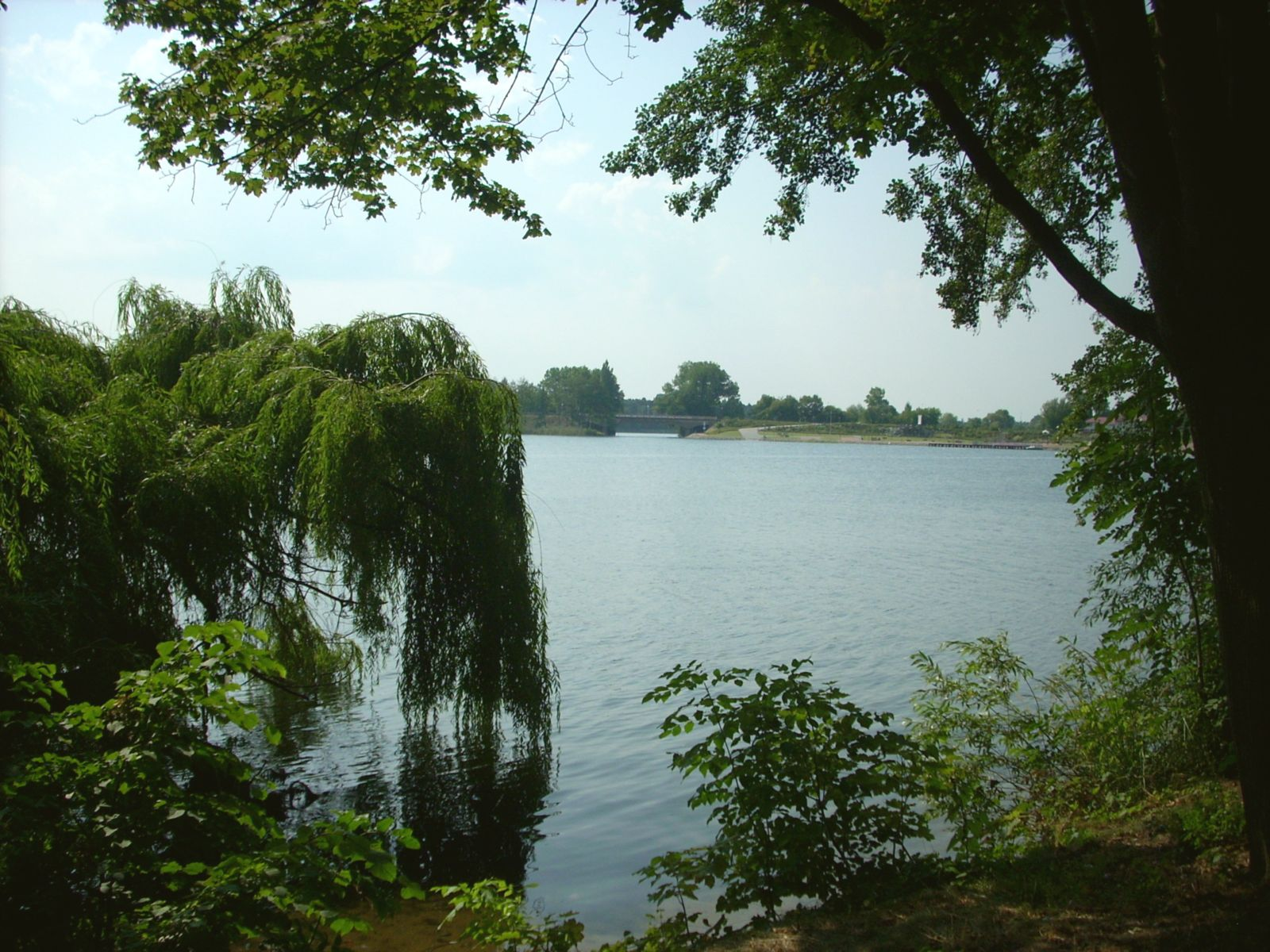
Слесінське озеро (на дальному плані міст над протокою до Мікожинського озера)

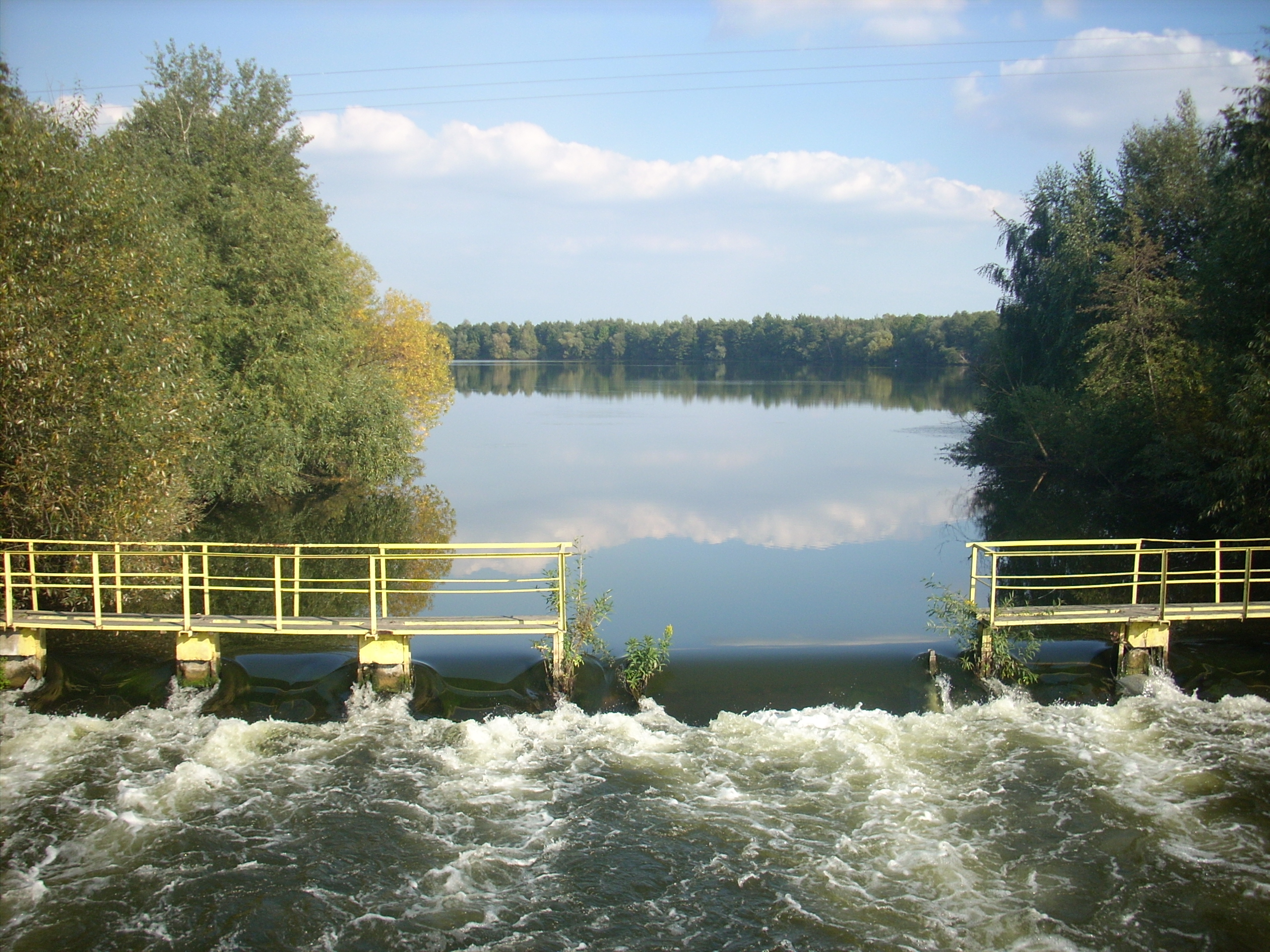
Переливний поріг, через який вода з Ліхенського озера потрапляє у протоку до Понтнувського озера

На своєму шляху головний канал кілька разів перетинається з іншими водними спорудами: спершу він проходить над водозабірним каналом від Понтнувського озера, потім під водозабірним каналом ТЕС Конін (так само прокладений від Понтнувського озера та має довжину 1,8 км) і, нарешті, під Слесінським каналом. Проходячи повз конінську електростанцію (через 4 км після виходу з ТЕС Понтнув) канал приймає теплу воду і з неї через відвідний канал довжиною 0,9 км. 
Практично поминувши з півдня Понтнувське озеро, головний канал скидає до нього частину ресурсу через переливний поріг та коротке відгалуження довжиною 0,3 км. При цьому відстань по відвідному каналу між ТЕС Понтнув та цим відгалуженням становить 6 км, точка виходу в озеро віддалена від водозабірного каналу ТЕС Понтнув на понад 3 км, а від аналогічної споруди ТЕС Конін на 2,5 км.
Невдовзі від траси відходить значно більше бічне відгалуження довжиною 5,3 км, котре прямує у північному напрямку уздовж східного берегу Понтнувського, а потім і Мікоржинського озер (при цьому існує декілька проміжних скидних споруд, котрі дозволяють рівномірно розподіляти теплу воду по їх акваторії). На завершальних двох кілометрах цей елемент системи відділений від Мікоржинського озера вузькою дамбою, а потім і взагалі бетонною стінкою. Точка виходу каналу до Мікоржинської водойми знаходиться за 7,5 км від водозабору ТЕС Понтнув.
Що стосується головного каналу, то він продовжує прямувати на схід та нарешті завершується у Ліхенському озері, котре лежить на схід від Понтнувського та з’єднане з ним протокою (під останньою, до речі, проходить згадане тільки що відгалуження для скиду теплої води до Мікоржинського озера). Точка з’єднання каналу з Ліхенським озером знаходиться за 6,5 км від водозабору ТЕС Понтнув.
Втім, в теплий сезон з червня по жовтень циркуляції води через зазначені чотири озера буває недостатньо, тому в у цей період підключають додатковий контур охолодження. З Ліхенського озера на північ веде канал довжиною 6,1 км, в одному з пунктів якого знаходиться насосна станція, котра дозволяє підняти воду достатньо, щоб скинути її до Слесінського озера. Звідти по трасі Слесінського каналу вода потрапляє до Мікожинського, а потім і до Понтновського озера, охолоджуючись на своєму шляху. Відстань від виходу каналу до Слесінського озера та водозабором ТЕС Понтнув становить 14 км.